# Stereoscopi del XXI secolo
Di seguito viene riportato un elenco di stereoscopi del XXI secolo conosciuti, suddivisi in base al supporto utilizzato.

## Tipi di stereoscopio
Gli stereoscopi si distinguono in:
- Stereoscopi digitali: visori stereoscopici che usufruiscono di una qualche tecnologia digitale che consenta di visualizzare immagini informatiche stereoscopiche.
- Stereoscopi per stampe su carta: versioni moderne dello stereoscopio ottocentesco che utilizzano come supporto stampe su carta.
- Stereoscopi a pellicola: visori stereo che utilizzano come supporto strisce di pellicola da più di una coppia di immagini ciascuna, non suddivise e non montate separatamente in schede, telaietti o cartucce.
- Stereoscopi a schede: visori stereo che utilizzano come supporto schede di cartoncino rettangolari o telaietti da una o più coppie di diapositive stereoscopiche, montate separatamente o a coppie sulla medesima diapositiva, come nel sistema beam splitted.
- Stereoscopi a dischetti: visori che usufruiscono di diapositive montate su dischetti, ad avanzamento circolare, a coppie di 7 diapositive stereoscopiche. Il sistema è stato inventato da William Gruber per il visore View-Master nel 1938, commercializzato inizialmente dalla Sawyer's e in seguito imitato da altri sistemi in tutto il mondo.

## Stereoscopi digitali
Stereoscopi che utilizzano un sistema digitale, connessi ad un dispositivo informatico o indipendenti.
| Nome                         | Casa produttrice           | Paese di produzione | Anno inizio produzione | Anno fine produzione | Note | Immagine |
| ---------------------------- | -------------------------- | ------------------- | ---------------------- | -------------------- | --- | -------- |
| Cy-3D iPad Viewer            | Cyclopital3D, Inc.         | Stati Uniti         | ?                      | ?                    | Stereoscopio atto a visualizzare fotografie stereoscopiche digitali riprodotte da un iPad, similmente al Google CardBoard.                                                          |          |
| Google CardBoard             | Google                     | Stati Uniti         | ?                      | ?                    | Visore stereoscopico ottico in carta da utilizzare in coppia con uno smartphone che permette di visualizzare immagini stereoscopiche digitali riprodotte sul dispositivo cellulare. |          |
| View-Master                  | Mattel Fisher-Price/Google | Stati Uniti         | 2015 (?)               | ?                    | Visore stereoscopico View-Master digitale connesso allo smartphone Android, frutto di un accordo tra Mattel e Google.                                                               |          |
| View-Vaster HD3D Stereoscope | Cyclopital3D, Inc.         | Stati Uniti         | ?                      | ?                    | Stereoscopio atto a visualizzare fotografie stereoscopiche digitali riprodotte da uno smartphone, similmente al Google CardBoard.                                                   |          |

## Stereoscopi per stampe su carta
Stereoscopi per visualizzare stereogrammi paralleli stampati su carta.
| Nome            | Casa produttrice   | Paese di produzione | Anno inizio produzione | Anno fine produzione | Note                                                                                               | Immagine |
| --------------- | ------------------ | ------------------- | ---------------------- | -------------------- | -------------------------------------------------------------------------------------------------- | -------- |
| 3D Print Viewer | Cyclopital3D, Inc. | Stati Uniti         | ?                      | ?                    | Stereoscopio per visualizzare stampe stereoscopiche su carta dotato di illuminazione autonoma LED. |          |

## Stereoscopi a dischetti
Stereoscopi che utilizzano diapositive montate su dischetti di cartone. Il sistema è stato originalmente inventato da William Gruber per il suo View-Master e in seguito imitato da altri prodotti similari.
| Nome                          | Casa produttrice        | Paese di produzione | Anno inizio produzione | Anno fine produzione | Note | Immagine |
| ----------------------------- | ----------------------- | ------------------- | ---------------------- | -------------------- | --- | -------- |
| Click TV                      | Flying Tiger Copenhagen | Danimarca           | 2022                   | 2022                 | Visore verde imitazione del Model L della View-Master, realizzato in edizione limitata dall'azienda danese con dischetto allegato con disegni che ritrae disegni stereoscopidi di dinosauri. |          |
| Slidetek                      | Ja-Ru                   | Cina                | 2005                   | 2005                 | Recente imitazione cinese del View-Master. |          |
| Stereo-Vision ESA Girobserver | Imaginarium/ESA         | Italia              | 2011 (?)               | 2011 (?)             | Imitazione italiana del View-Master realizzata in collaborazione con l'Agenzia Spaziale Europea, prodotta e distribuita da Imaginarium. Il visore, fornito di alcuni dischetti con immagini dello spazio, viene presentato con il nome ESA Girobserver, mentre il visore, una imitazione del Model L View-Master, riporta il nome Stereo-Vision. |          |